# Saint-Côme-et-Maruéjols
Saint-Côme-et-Maruéjols is een gemeente in het Franse departement Gard (regio Occitanie) en telt 570 inwoners (1999). De plaats maakt deel uit van het arrondissement Nîmes.

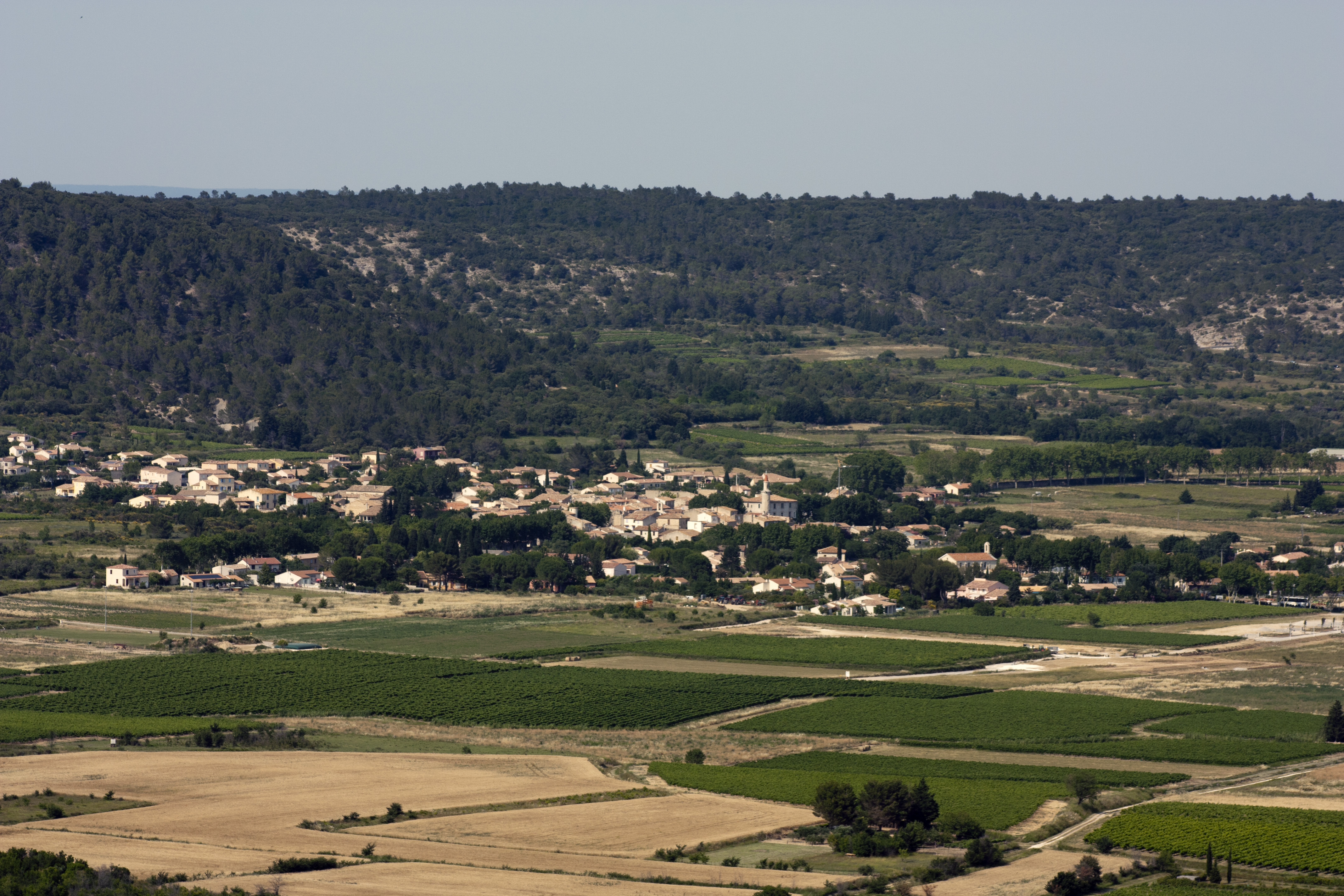
Saint-Côme-et-Maruéjols

## Geografie
De oppervlakte van Saint-Côme-et-Maruéjols bedraagt 12,8 km², de bevolkingsdichtheid is 44,5 inwoners per km².
De onderstaande kaart toont de ligging van Saint-Côme-et-Maruéjols met de belangrijkste infrastructuur en aangrenzende gemeenten.

## Demografie
Onderstaande figuur toont het verloop van het inwonertal (bron: INSEE-tellingen).